# Erysimaga chlororrhabda
Erysimaga chlororrhabda är en fjärilsart som beskrevs av Edward Meyrick 1938. Erysimaga chlororrhabda ingår i släktet Erysimaga och familjen äkta malar. Inga underarter finns listade i Catalogue of Life.